# Čejkovice (kraj południowoczeski)
Čejkovice – wieś i gmina w Czechach, w powiecie Czeskie Budziejowice, w kraju południowoczeskim. Według danych z dnia 1 stycznia 2013 liczyła 330 mieszkańców.